# وداعا كريستوفر روبن
وداعاً كريستوفر روبن هو فيلم بريطاني قادم من إخراج سيمون كورتيس وكتبه فرانك كوتريل بويس ‏ وسيمون فوغان. أبطال الفيلم همدونال جليسون ومارجوت روبي وكيلي ماكدونالد. وهو يحكي عن قصة ألان ألكسندر ميلن وقصة خلقه حكايةويني-ذا-بوه. من المقرر عرض الفيلم في المملكة المتحدة والولايات المتحدة في 13 أكتوبر 2017.

## الاقتباس
آلان ألكسندر ميلن وجد إلهامه من أجل حكايةويني-ذا-بوه من خلال تفاعله وتعامله مع ابنه الصغيركريستوفر روبن ميلن.

## الممثلين
- دونال جليسون بدور آلان ألكسندر ميلن
- مارجوت روبي بدور دافني دي سيلينكورت زوجة آلان.
- كيلي ماكدونالد  بدور أوليف، مربية كريستوفر روبن.
- أليكس لوثر بدور كريستوفر روبن ميلن
- ويل تيلستون بدور كريستوفر روبن الصغير.
- فيبي والر بريدج بدور ماري براون

## الإنتاج
تطوير المشروع بدء في 2010, ، مع الراحل ستيف كريستيان ونوالا كوين بارتون ‏، وبعد ذلك داميان جونز، كمنتجين. 
التصوير بدأ في سبتمبر 2016.

## الإصدار
الفيلم سوف يصدر في 13 أكتوبر 2017.

## وصلات خارجية
- Goodbye Christopher Robin at the Internet Movie Database
- وداعا كريستوفر روبن على موقع IMDb (الإنجليزية)
- وداعا كريستوفر روبن على موقع ميتاكريتيك (الإنجليزية)
- وداعا كريستوفر روبن على موقع روتن توميتوز (الإنجليزية)
- وداعا كريستوفر روبن على موقع ألو سيني (الفرنسية)
- وداعا كريستوفر روبن على موقع Turner Classic Movies (الإنجليزية)
- وداعا كريستوفر روبن على موقع أول موفي (الإنجليزية)
- وداعا كريستوفر روبن على موقع بوكس أوفيس موجو (الإنجليزية)
- وداعا كريستوفر روبن على موقع فيلمافينيتي (الإسبانية)
- وداعا كريستوفر روبن على موقع قاعدة بيانات الفيلم (الإنجليزية)
- وداعا كريستوفر روبن على موقع ليتربوكسد (الإنجليزية)